# Приорат Клаарланд
Приорат Клаарланд (на нидерландски: Priorij van Klaarland, официално наименование Priorij Onze Lieve Vrouw van Klaarland) е женски трапистки манастир-приорат в Бохолт, Североизточна Белгия, окръг Маасейк на провинция Лимбург, в близост до границата с Нидерландия. Приоратът е част от Ордена на цистерцианците на строгото спазване.

## История
Приоратът е основан през 1970 г. от монахини от абатство Назарет (Брехт), Белгия, като първоначално общността е в Kiewit, близо до Лиеж, а през 1975 г. се установява в една ферма в Бохолт. На 20 август 1981 г. общността придобива статут на приорат.
Увеличаването на общността налага разширяване на сградите. През 1978 г. и 1979 г. са построени църква и манастирска постройка. През 2004 г. г. е завършено изграждането на манастирския комплекс. През 2008 г. е построена и нова сграда за посрещане на поклонници извън манастира, нова къща за гости и нова библиотека.
Днес приоратът е действащ женски католически манастир, част от Траписткия орден, член на Международната трапистка асоциация. Монахините подпомагат издръжката си като изработват ръчно богослужебни одежди, свещи във всякакви форми и цветове, билкови мехлеми и масла, картини с изсушени цветя, оригинални рисунки и фотографии.